# Brachyntheisogryllacris punicea
Brachyntheisogryllacris punicea is een rechtvleugelig insect uit de familie Gryllacrididae. De wetenschappelijke naam van deze soort is voor het eerst geldig gepubliceerd in 1860 door Gerstaecker.